# .cx

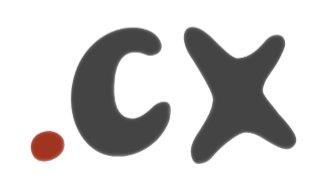

.cx는 크리스마스섬의 인터넷 국가 코드 최상위 도메인이다. 인터넷 서비스를 섬 주민에게 제공하는 비영리 회사인 CIIA(크리스마스섬 인터넷 행정부)에 의해 관리된다.
최상위 도메인은 공식상으로는 Planet Three Limited라는 영국, 호주 회사(지금은 파산하여 운영을 중단)에 의해 관리되지만 자발적으로 관리 권한이 CIIA로 넘어가게 된다. 크리스마스섬 지역 정부는 이러한 이행 계획에 승인하였으나 오스트레일리아 연방은 이를 받아들이지 않았다.